# 日本先天異常学会
日本先天異常学会（にほんせんてんいじょうがっかい、英文名 The Japanese Teratology Society）は、先天異常についての研究の進展と、その知識の普及を図る目的で1961年に創設された学会。
事務局を京都府京都市両替町2-348-302アカデミック・スクエア（株）内に置いている。

## 活動
- 学術集会の開催、会誌の発行、国際的学術交流など[1]

## 機関誌
- 『先天異常』（和文誌）[2]
- 『Congenital Anomalies』（英文誌）[3]